# 北郊镇 (雅安市)
北郊镇，是中华人民共和国四川省雅安市雨城区曾经下辖的一个镇。2019年12月，撤销北郊镇，将原北郊镇福国村、桥楼村、大石村、七盘村、丁家村、席草村、蒙泉村、永兴村、福坪村、陇西村、峡口村所属行政区域划归碧峰峡镇管辖，将原北郊镇斗胆村、沙溪村、新一村、红星村、联坪村所属行政区域划归河北街道管辖，将原北郊镇金鸡村、金凤村、张碗村、白塔村所属行政区域划归青江街道管辖。

## 行政区划
北郊镇撤销前下辖以下地区：
金鸡村、金凤村、福国村、白塔村、大石村、七盘村、联坪村、新一村、桥楼村、红星村、斗胆村、沙溪村、丁家村、福坪村、峡口村、永兴村、蒙泉村、席草村、张碗村和陇西村。